# فرانس بيترز
فرانس بيترز هو لاعب رماية بلجيكي، ولد في 30 أغسطس 1956 في Herentals ‏ في بلجيكا.

## وصلات خارجية
- فرانس بيترز على موقع الاتحاد الدولي (الإنجليزية)
- فرانس بيترز على موقع أوليمبيديا (الإنجليزية)